# Kanadensiska viner
Huvuddelen av Kanada har för kallt klimat för att odla vindruvor, men i landets södra delar finns lämpliga förutsättningar för vinproduktion. De två huvudsakliga vinregionerna är Ontario, framför allt distriktet Niagara Peninsula (beläget mellan Ontariosjön och Eriesjön), och British Columbia, där distriktet Okanagan är viktigast.

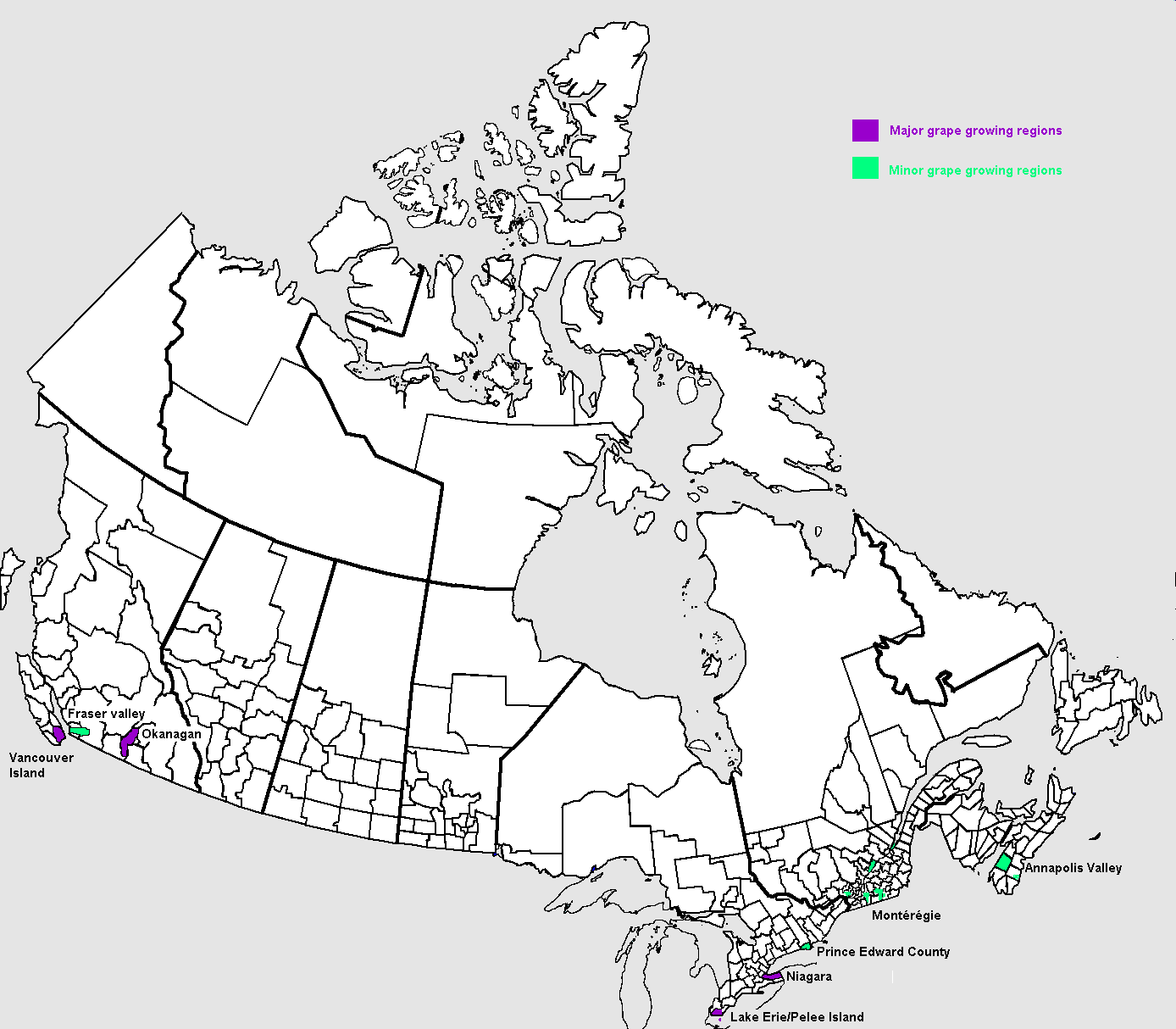
Odlingsområden för vin i Kanada.

Vinproduktionen i Kanada omfattar såväl röda som vita viner av en mängd olika druvsorter, men mest kända är de söta isvinerna, som betecknas Icewine. Utländska bedömare anser ofta[källa behövs] att de vita vinerna lyckas bättre än de röda, och att de blå druvsorter som lyckas bäst är de som är vanliga i lite svalare franska regioner, såsom Cabernet Franc. I likhet med i USA odlas förutom den europeiska vinrankan Vitis vinifera en hel del hybriddruvor, bland annat den vanligaste Icewine-druvan Vidal blanc.
Även om vinodling i mindre format har förekommit i Kanada sedan 1800-talet är det under senare decennier som en betydande expansion skett. Detta beror bland annat på satsningar på klassiska europeiska druvsorter i kombination med odlingstekniker anpassade för svalt klimat. Organisationen Vintners Quality Alliance (VQA), etablerad 1988, har varit en viktig del i detta. I avsaknad av officiell vinklassificering tjänar oftast VQA-beteckningen som en kvalitetsbeteckning.